# Temporada 1864-1865 del Liceu
La temporada 1864-1865 del Liceu es va caracteritzar per la contractació per part de l'empresari Amedeo Verger del compositor i director d'orquestra Giovanni Bottesini. Bottesini, que va estrenar la seva òpera Marion Delorme, va deixar un òptim record i fins i tot se li va fer un grandiós homenatge de comiat.
La soprano Ada Winans va ser mal rebuda com a Paolina a Poliuto i va trencar el contracte amb el teatre després
d'una única representació.
| Temporada 1864-1865 del Liceu |                    |                                                                                              |                   | |           |                                                    |
| Òpera                         | Compositor         | Director musical                                                                             | Director d'escena | Papers principals | Producció | Dates                                              |
| La favorita                   | Gaetano Donizetti  | Giovanni Bottesini (1864)/Joan Baptista Dalmau (1865)                                        |                   | Carolina Dory, Giuseppe Morini, Luigi Colonnese, Joan Ordinas, Luigi Mariotti, Adela Pariera |           | 24, 27, 28 novembre; 4, 26, 30 desembre; 9 gener   |
| Il trovatore                  | Giuseppe Verdi     | Giovanni Bottesini (desembre 1864), Joan Baptista Dalmau (gener), Clemente Castagneri (maig) |                   | Charles Santley (desembre; gener) / Francesco Steller (maig), Carlotta Cattinari (desembre; gener) / Paolina Vaneri (maig), Carolina Dory (desembre; gener) / Marietta Veralli (maig), Pietro Bignardi (desembre; gener) / Ernesto Nicolini (maig), Joan Ordinas, Adela Pariera, Ignasi Costa, Rafael Sánchez |           | 15, 16, 19 desembre; 10, 26 gener; 11, 12, 14 maig |
| Rigoletto                     | Giuseppe Verdi     | Giovanni Bottesini (desembre 1864) / Clemente Castagneri (maig 1865)                         |                   | Pietro Bignardi (desembre 1864) / Ernesto Nicolini (maig 1865), Charles Santley (desembre 1864) / Francesco Steller (maig 1865), Virginia Pozzi-Branzanti, Lucien Bouché (desembre 1864) / Joan Ordinas (alguna representació el desembre 1864? i 24 de maig de 1865) / Agostino Dobbels (16 i 18 maig 1865), Emilia Giorgi (desembre 1864) / Sra. Rossi (maig 1865), Anna Ferrer (desembre 1864) / Celestina Verdaguer (maig 1865), Antonio Carapia (desembre 1864) / Leopold Jover (maig 1865), Joan Corberó |           | 22, 23, 25 desembre; 16, 18, 24 maig               |
| Un ballo in maschera          | Giuseppe Verdi     | Giovanni Bottesini                                                                           |                   | Giuseppe Morini, Charles Santley, Carlotta Cattinari, Amalia Rizzi, Virginia Pozzi-Branzanti, Rafael Sánchez, Lucien Bouché, Joan Ordinas, Joan Corberó, Ignasi Costa |           | 20 de febrer                                       |
| Otello                        | Giuseppe Verdi     |                                                                                              |                   | Villani, Poinsot, Ordinas, Setragni, Baraldi, Caterina Mas-Porcell, Ballescà |           |                                                    |
| Norma                         | Vincenzo Bellini   | Giovanni Bottesini                                                                           |                   | Giuseppe Morini, Lucien Bouché, Marie Lafont, Amalia Rizzi, Adela Pariera, Luigi Mariotti |           |                                                    |
| Marion Delorme                | Giovanni Bottesini | Giovanni Bottesini                                                                           |                   | |           |                                                    |
| La traviata                   | Giuseppe Verdi     | Giovanni Bottesini/Joan Baptista Dalmau/Clemente Castagneri                                  |                   | Virginia Pozzi-Branzanti, Pietro Bignardi, Charles Santley/Gustavo Moriami |           |                                                    |
| Poliuto                       | Gaetano Donizetti  | Clemente Castagneri                                                                          |                   | Gustavo Moriami, Joan Corberó, Pietro Bignardi, Ada Winans, Leopold Jover, Gian-Mario Giussani, Ignasi Costa |           | 1 d'abril                                          |
| I puritani                    | Vincenzo Bellini   | Clemente Castagneri                                                                          |                   | Leopold Jover, Joan Ordinas, Ernesto Nicolini, Francesco Steller, Ignasi Costa, Caterina Mas-Porcell, Virginia Pozzi-Branzanti |           | 27, 28, maig                                       |